# Edwin Westphal
Edwin Rodolfo Westphal Véliz (Puerto Barrios, 4 de março de 1966) é um ex-futebolista guatemalteco que atuava como atacante.

## Carreira em clubes
Revelado nas categorias de base do Azucareros Santa Lucia, Westphal iniciou a carreira profissional em 1985, no Bandegua (Bananera de Guatemala, posteriormente rebatizado Del Monte), sendo o artilheiro do Campeonato Guatemalteco em 1986–87.
Seu auge foi na década de 1990, tornando-se um dos principais artilheiros da primeira divisão nacional vestindo as camisas de Izabal, Aurora, Comunicaciones (2 passagens) e USAC, aposentando-se em 2004 no Antigua GFC, realizando ainda um jogo de despedida no ano seguinte. Westphal é o quinto maior artilheiro do Campeonato Guatemalteco (180 gols).

## Seleção Guatemalteca
Pela Seleção Guatemalteca, Westphal atuou 69 vezes entre 1985 e 1998, disputando as eliminatórias para as Copas de 1990 (eliminação na segunda fase para o Canadá), 1994 (caindo na terceira fase após derrota no segundo jogo contra Honduras) e 1998 (terceiro lugar no Grupo 1 da fase final de classificação). Com 16 gols, é o sétimo maior artilheiro da seleção, empatado com Dwight Pezzarossi e Guillermo Ramírez.
Disputou 3 vezes a Copa Ouro da CONCACAF, integrando o elenco que ficou na quarta posição na edição de 1996. O último jogo do atacante pelos Chapines foi na Copa Ouro de 1998, contra a Jamaica.

## Títulos
Comunicaciones
- Campeonato Guatemalteco: 6 (1996–97, 1997–98, 1998–99, Apertura 1999, Clausura 2001 e Apertura 2002)